# Вулиця Нескорених (Харків)
Ву́лиця Нескорених — вулиця в Київському та Салтівському районах міста Харків, в межах місцевості Лазьківка й мікрорайонів 531-й, 522-й, 521-й, 524-й, 607-й, 533-й, 606-й. Пролягає від вулиці Максима Рильського до Світлої вулиці. Вулиця є важливою транспортною артерією міста, перетинає Салтівський житловий масив.
До вулиці прилучаються вулиці Максима Рильського, Світла, Барабашова та Тисова, а також перетинається з вулицями Академіка Павлова, Гвардійців-Широнінців та проспектом Тракторобудівників.

## Названа на честь
Первісно вулиця називалася Довгою, вона була заснована у 1960-х рр., після затвердження плану забудови Салтівського житлового масиву. 9 січня 1974 року Харківська міська рада перейменувала вулицю Довгу на Героїв Праці. Названа на честь почесного звання Герой Соціалістичної Праці, яке присуджувалося передовикам виробництва. Присвоювалося рішенням Президії Верховної Ради СРСР з врученням ордена Леніна, медалі «Серп і Молот» і Грамоти Президії Верховної Ради СРСР.
26 липня 2024 року, попри критику нейтральної назви та пропозиції перейменувати вулицю на честь Симона Петлюри, розпорядженням голови Харківської обласної військової адміністрації вулиця перейменована на Нескорених.

## Інфраструктура
На вулиці розташована станція метро Салтівська.
До російського вторгнення в Україну 2022 року вулицею курсували трамваї маршрутів № 16, № 16а, № 26, № 27; автобуси маршрутів 49е, 55е, 152е, 208е, 212е, 240е, 263е, 266е, 268е, 271е. На перехресті із вулицею Гвардійців-Широнінців можна було пересісти на тролейбуси маршрутів № 31,№ 35,№ 42.
На початку вулиці розташовано Журавлівський гідропарк та парк 325-річчя Харкова, два ТРЦ «Дафі» та «Караван», гіпермаркет «Епіцентр» (зруйнований російським ударом) та ТЦ «Шок».
Поруч зі станцією метро Салтівська розташовано ринок з господарськими та продуктовими рядами, радіоринок «Соллі». Трохи далі від метро до 2020 року знаходився Круглий ринок, зараз на його місці після реконструкції відкрився супермаркет мережі «Рост».
Церкви: Володимирський храм (вул. Нескорених, 43А).
Навчальні заклади: заклад дошкільної освіти № 366, заклад дошкільної освіти № 33 (ясла-садок).